# SSRC Stuttgart
L'SSRC Stuttgart è stato un club tedesco di hockey su pista fondato nel 1910 ed avente sede a Stoccarda nel land del Baden-Württemberg.
Nella sua storia ha vinto 2 campionati nazionali.
Ha cessato l'attività nel 1948.

## Palmarès

### Titoli nazionali
2 trofei
- Campionato tedesco: 2
  - 1947, 1948